# Mount Van Mieghem
Mount Van Mieghem (französisch Mont Van Mieghem) ist ein 2450 m hoher Berg im ostantarktischen Königin-Maud-Land. In den Belgica Mountains ragt er 1,5 km südlich Mount Perov auf.
Teilnehmer der Belgischen Antarktis-Expedition 1957/58 unter Gaston de Gerlache de Gomery (1919–2006) entdeckten ihn. Namensgeber ist der belgische Atmosphärenforscher Jaques Van Mieghem (1905–1980), Präsident des wissenschaftlichen Komitees der Forschungsreise.